# Dub u Radechova
Dub u Radechova je památný strom dub letní (Quercus robur) jihozápadně od Radechova na území obce Mašťov v okrese Chomutov v Ústeckém kraji.
Roste v Doupovských horách v nadmořské výšce 350 m na svahu pod polní komunikací mezi lesem a říčkou Liboc.

## Základní údaje
Obvod kmene měří 655 cm, koruna stromu dosahuje do výšky 25 metrů (měření 2009). V roce 2009 bylo stáří stromu odhadováno na 450 let.
Dub je chráněn od roku 1999 jako ochrana genofondu a strom významný vzrůstem.

## Stromy v okolí
- Vojnínská lípa
- Radonický javor
- Radonická lípa
- Skupina památných stromů v Mašťově pod Lisovnou